# Tokiwa Mitsunaga

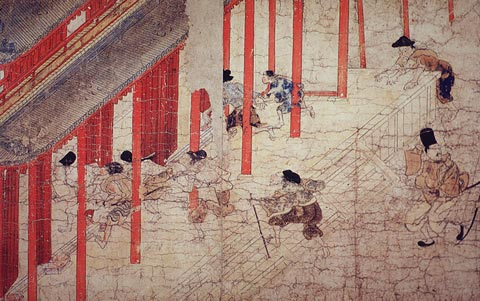
Panique de foule par Tokiwa Mitsunaga. Ban dainagon ekotoba, musée d'art Idemitsu.

Mitsunaga, nommé selon les archives Tokiwa Mitsunaga, Fujiwara no Mitsunaga ou Tosa Mitsunaga, est un peintre japonais du XIIe siècle. Ses dates de naissance, de décès ainsi que ses origines ne sont pas connues. Sa période d'activité se situe entre les années 1158 et 1179.

## Biographie
La fin du XIe siècle voit au Japon le déclin des Fujiwara qui depuis le Xe siècle gouvernent le pays comme régents tandis que les empereurs vivent retirés dans un monastère. Ces derniers cherchent à reprendre le pouvoir politique et les monastères où ils résident deviennent alors de brillantes cours. C'est dans l'une d'elles que travaille Mitsunaga, au temple de Saishōko-in, à Kyoto, fondé par un empereur mécène, Go-Shirakawa qui, après avoir régné de 1155 à 1158, meurt en 1192. Grand amateur d'art et soucieux de renouer avec les traditions anciennes, Go-Shirakawa charge un artiste de représenter, en une série de rouleaux enluminés, les cérémonies de cour depuis longtemps désuètes. Ainsi sont créés les soixante rouleaux intitulés le Nenjū gyōji emaki, les « Cérémonies annuelles de la cour », dont Tokiwa Mitsunaga a pu superviser la réalisation,.

## La grande époque des rouleaux enluminés (duXIIeauXIVesiècle)
Deux séries importantes de rouleaux enluminés (emaki en japonais), les Rouleaux illustrés du Dit du Genji et les Rouleaux des légendes du mont Shigi, annoncent déjà, avec des styles opposés, la floraison de ce genre de peinture profane. On possède heureusement encore d'autres vestiges du XIIe siècle dont le sujet et le style reflètent bien cette époque de transition. Une suite ingénieuse de compositions attire l'attention sur une histoire au sujet purement profane et historique d'une intrigue illustrant la lutte pour le pouvoir des différents clans aristocratiques. À la suite de l'incendie de la porte centrale (Ōten-mon) du palais impérial, Tomo-no-Yoshio, secrétaire d'État, appelé plus simplement Ban-dainagon, et son ennemi politique Minamoto-no-Makoto, s'accusent mutuellement d'en être l'auteur. 
Justice est rendue grâce à un témoin et Ban-dainagon, voulant calomnier son rival, est exilé avec sa famille dans la région lointaine de l'Est. Cet évènement, qui amène la chute définitive de la famille Tomo (Ōtomo), un des plus anciens clans aristocratiques, et renforce la puissance de la famille Fujiwara, reste mémorable au cours de toute l'époque de Heian, et sert de motif à la production d'un importants rouleaux enluminés, le Ban dainagon ekotoba, dans la seconde moitié du XIIe siècle, au moment même où l'hégémonie de la famille Fujiwara est ébranlée à son tour. Un grand incendie du palais en 1176 peut rappeler l'incident du IXe siècle et faire en sorte qu'on rattache l'illustration de ces rouleaux au destin curieux de Ban-dainagon.

## Histoire d'une intrigue peinte
Ce qui est frappant avant tout dans ces scènes, c'est le dynamisme des compositions qui se suivent sans interruption. Dès le début du premier rouleau, des cavaliers de la police (kebiishi) qui galopent à toute vitesse nous introduisent dans une affaire pressante ; un noble à cheval avec ses valets, des fonctionnaires, des moines, tous se précipitent vers la gauche en faisant grand tapage. Après avoir passé une des portes extérieures (Sujaku-mon) du palais impérial, la foule s'arrête en se bousculant, effrayée par la chaleur de l'incendie qui enflamme déjà la porte centrale (Ōten-mon) tout entière. De l'autre côté plus à gauche, des courtisans regardent avec effroi cet accident stupéfiant. Toutes les scènes se déroulent sans intervalle comme une seule composition continue sur plus de six mètres.
Le génie de l'artiste se révèle aussi dans la scène fameuse du deuxième rouleau dite la Querelle des enfants, où les différentes phases de l'incident sont disposées en un mouvement circulaire, symbolisant le dénouement inattendu de cette affaire.
De fait, on retrouve dans ce dernier rouleau, qui illustre l'intrigue pour le pouvoir de différents clans aristocratiques au IXe siècle, la même ingéniosité de composition, la même exactitude et le même mouvement. Toutes les scènes se déroulent de façon continue sur six mètres et les deux cent vingt sept personnages qui les animent sont traités d'un pinceau délicat et marqués d'expressions personnalisées. Les lignes minces et souples à l'encre de Chine impriment un mouvement rythmé, mis en valeur par des couleurs vives habilement disposées. En 1173, Mitsunaga travaille également aux peintures murales du palais annexe au temple Saishōko-in, œuvre dédiée à Go-Shirakawa et à son épouse, avec comme collaborateur Fujiwara Takanobu, rénovateur célèbre de l'art du portrait.
Fujiwara Takanobu est d'ailleurs chargé de représenter les visages des courtisans participant aux cortèges, tandis que Mitsunaga, peintre professionnel, exécute tout le reste de la composition. À l'époque d'Edo, les artistes de cour Tosa, désireux de montrer que leur ascendance, dans l'atelier impérial, remonte au XIIe siècle, s'annexent Mitsunaga en en faisant un Tosa Mitsunaga. On sait maintenant, de façon certaine, que les Tosa n'apparaissent que beaucoup plus tard et des études de textes très poussées permettent au professeur Fukui Takayoshi de restituer à cet artiste son véritable nom : Tokiwa Mitsunaga.
Tous ces rouleaux sont malheureusement détruits en 1661, dans l'incendie du palais impérial, mais il subsiste les copies de dix-sept d'entre eux, qui constituent une documentation inestimable pour l'étude de la fin du XIIe siècle puisqu'y figurent aussi bien les festivités de la cour dans les édifices impériaux, que des fêtes plus populaires des monastères et des sanctuaires shintō de la capitale, dans les rues animées. Les caractéristiques de style et de composition, transmises par ces copies, sont très proches de celles du Ban dainagon ekotoba, datant de la même époque et attribué à Mitsunaga.

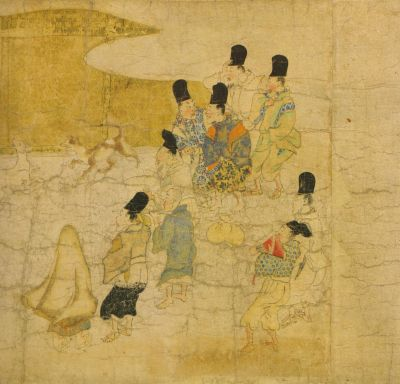
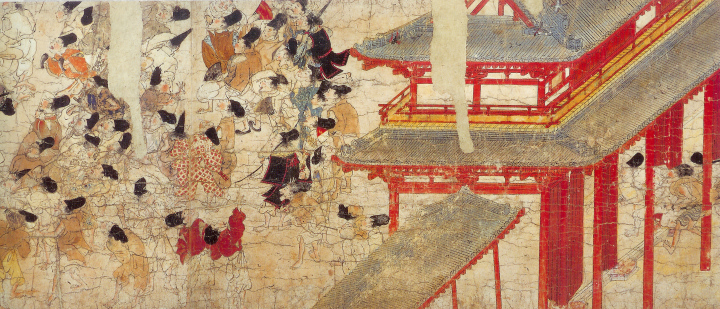
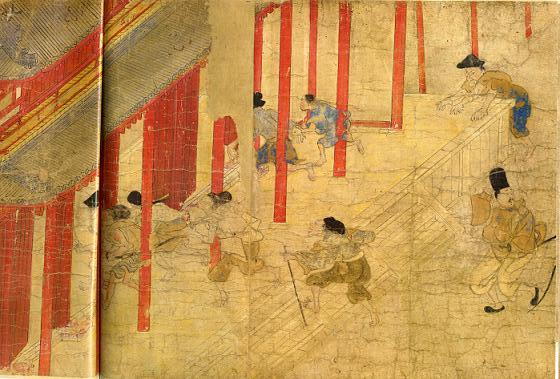
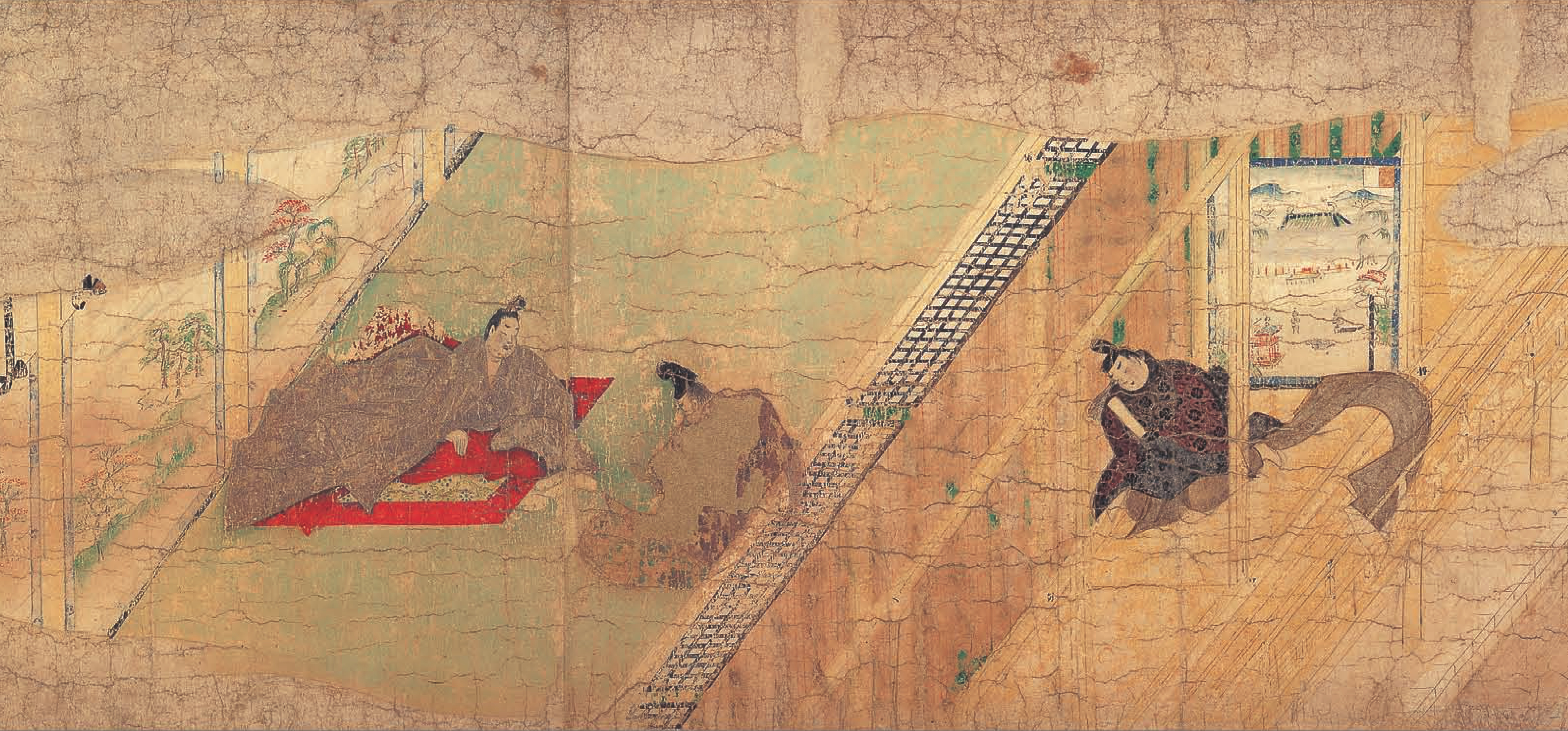
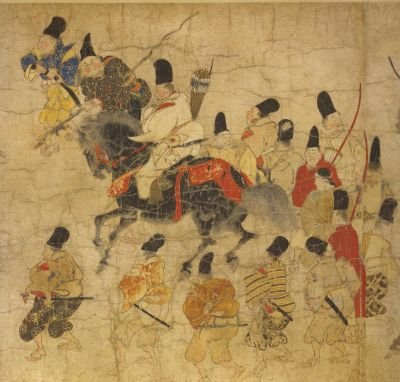

## Attributions
De nos jours, les deux emaki du Nenjū gyōji emaki (détruits mais dont restent des copies) et du Ban dainagon ekotoba (musée d’art Idemitsu) sont généralement attribués à Tokiwa Mitsunaga. Pour autant, les peintres de yamato-e et d'emaki des époques de Heian et de Kamakura sont rarement connus et les attributions difficiles : de très nombreuses œuvres ont été attribuées au peintre sans preuve durant l'époque d'Edo. Dans sa thèse consacrée au sujet, Peter Glum conclut qu'aucune attribution à Tokiwa Mitsunaga ne peut être fermement prouvée de nos jours.